# Weinzierlein
Weinzierlein is een plaats in de Duitse gemeente Zirndorf, deelstaat Beieren.